# Ordem de Kutuzov
A Ordem de Kutuzov (em russo: Орден Кутузова, tr. Orden Kutuzova) foi uma condecoração militar da União Soviética nomeada em honra do Marechal-de-Campo Mikhail Illarionovich Golenishchev-Kutuzov (1745-1813). A ordem foi estabelecida durante a Grande Guerra Patriótica por Decreto do Presidium do Soviete Supremo da URSS em 29 de julho de 1942, simultaneamente com as Ordens de Suvorov e Alexandre Nevsky. A Ordem de Kutuzov foi concedida aos comandantes do Exército Vermelho por realizações notáveis no comando de tropas, assim como unidades militares.

## História
A Ordem de Kutuzov é a segunda condecoração "de comando" em termos de criação e hierarquia, depois da Ordem de Suvorov. É a única ordem soviética cujos diferentes graus foram instituídos em momentos distintos. Pelo decreto do Presidium do Soviete Supremo da URSS de 8 de fevereiro de 1943, foi criada a terceira classe da Ordem de Kutuzov, alinhando-a à Ordem de Suvorov em relação aos cargos dos agraciados.
Diferente da Ordem de Suvorov, a Ordem de Kutuzov tinha um caráter mais "defensivo" e "de estado-maior", refletido em seu estatuto. Curiosamente, sua criação ocorreu em 29 de julho de 1942, um dia após a assinatura da famosa Ordem nº 227 de Stalin, de 28 de julho de 1942, conhecida pelo lema "Nem um passo atrás!".
A decisão de instituir as ordens militares de Suvorov, Kutuzov e Alexandre Nevsky foi tomada no início de junho de 1942. Os esboços das novas condecorações foram desenvolvidos pelo Comitê Técnico da Administração de Intendência do Exército Vermelho. O concurso para a criação dos projetos contou com a participação dos artistas-arquitetos Igor Telyatnikov, Dmitriev S. I., Nikolai Moskalyov, Alexander Kuznetsov, Nikolai Karetnikov, além dos arquitetos Lev Rudnev, Ivan Zholtovsky, Pyotr Skokan e do artista do Teatro de Arte de Moscou Ivan Gremislavsky.
Por fim, em 13 de julho de 1943, a comissão responsável aprovou o projeto do artista Nikolai Moskalyov, que mais tarde criaria as Ordens de Bogdan Khmelnitsky e da Glória, bem como medalhas comemorativas pela libertação de cidades.
Os primeiros agraciados com a Ordem de Kutuzov de 1ª classe foram 17 comandantes militares, conforme o decreto do Presidium do Soviete Supremo da URSS de 28 de janeiro de 1943. Entre eles estavam o comandante da Frente Transcaucasiana, general do exército Ivan Tyulenev (pela libertação do norte do Cáucaso), e o comandante da Frente de Kalinin, Coronel-general Maxim Purkayev (pela libertação de Velikiye Luki).
Outros condecorados incluíam o vice-comandante da Frente Sul, tenente-general  Georgy Zakharov, e o chefe do Estado-Maior da Frente do Don, tenente-general Mikhail Malinin. Além disso, a ordem foi concedida a vários comandantes de exército: tenentes-generais Ivan Galanin, Alexey Zhadov, Daniil Zhuravlyov (tenente-general de artilharia), Prokofiy Romanenko, Vladimir Romanovsky e Ivan Fedyuninsky; major-generais Kuzma Galitsky, Mikhail Dukhanov, Konstantin Koroteev, Nikolai Trufanov e Vasily Khomenko; além de Fyodor Kharitonov e Mikhail Gromadin.
Quase todos receberam a condecoração por suas ações durante as operações em Stalingrado. A medalha nº 1 da Ordem de Kutuzov de 1ª classe foi concedida ao comandante do 24.º Exército da Frente do Don, general-tenente Ivan Galanin, pelos combates em Stalingrado. Posteriormente, ele recebeu essa ordem duas vezes.
Alguns oficiais soviéticos foram condecorados duas e até três vezes com a Ordem de Kutuzov de 1ª classe. Cinco militares receberam essa ordem três vezes: o Marechal da União Soviética Vasily Sokolovsky (também agraciado com três Ordens de Suvorov de 1ª classe), os coronéis-generais Konstantin Koroteev e Terenty Shtykov, o coronel-general da aviação Alexander Nikitin e o tenente-general Alexey Vladimirski (também detentor da Ordem de Kutuzov de 2ª classe).
Entre aqueles que receberam a Ordem de Kutuzov de 1ª classe duas vezes estavam os marechais da União Soviética Andrei Grechko, Matvei Zakharov, Ivan Konev e Kirill Moskalenko; os generais do exército Dmitry Lelyushenko, Mikhail Malinin, Markian Popov, Vasily Kolpakchi e Ivan Fedyuninsky; além dos coronéis-generais Ivan Galanin, Mikhail Gromadin e Alexey Zheltov, entre outros.
A Ordem de Kutuzov de 1ª classe também foi concedida a alguns oficiais que não possuíam patentes de general. Entre eles estavam os tenentes-coronéis Alexey Vanyakin e Dmitry Tyabut, assim como os coronéis David Vaisband, Vasily Volkov, Anatoly Metkalyov, Evgeny Mironov, Mikhail Povalii, Anatoly Prokhorov, Stepan Prutkov e Nikolai Smirnov.
O mais jovem agraciado com a Ordem de Kutuzov de 1ª classe foi o major-general Alexey Radzievsky, que a recebeu aos 33 anos. Já o único almirante condecorado com essa ordem foi Sergei Gorshkov.
Pelo decreto do Presidium do Soviete Supremo da URSS de 28 de janeiro de 1943, quatro generais foram os primeiros a receber a Ordem de Kutuzov de 2ª classe: o tenente-general Vasily Gerasimenko e os major-generais Pyotr Kozlov, Kondrat Melnik e Alexey Selivanov.
A medalha nº 1 da Ordem de Kutuzov de 2ª classe foi entregue ao comandante da 13.ª Divisão de Guardas, major-general Alexander Rodimtsev. Outro comandante dessa divisão, o coronel Ivan Samchuk, também foi condecorado com a mesma ordem.
Casos de concessão repetida da Ordem de Kutuzov de 2ª classe eram raros. Apenas dois oficiais receberam essa condecoração três vezes: o tenente-general Samuil Rogachevsky e o major-general Alexander Korochkin. Entre os agraciados com duas Ordens de Kutuzov de 2ª classe estavam os tenentes-generais Alexander Akimov, Vladimir Kuznetsov, Nikolai Oleshev, Ivan Turkel e Boris Pigarevich.
Vários major-generais também foram condecorados duas vezes, incluindo Dmitry Galunov, Nikolai Kalinin, Vladimir Kitaev, Gleb Korchikov, Sergey Kuznetsov, Leonid Lozanovich, Grigory Revunenkov, Nver Safaryan, Boris Safonov, Sergei Senchillo, Mikhail Smirnov, Zakhary Usachyov, Ivan Fyodorov, Vasily Shatilov e Vladimir Shmakov. Entre os coronéis agraciados duas vezes estavam Yuri Berkal, Sergey Buzylyov, Dmitry Gruzdev, Ivan Ivanov, Sergey Klimakhin, Nikolai Kusakin, Stpan Salychev, Fedor Fedorenko e Mikhail Yakushin.
O mais jovem condecorado com a Ordem de Kutuzov de 2ª classe foi o tenente-coronel Dmitry Krutskikh.
O primeiro agraciado com a Ordem de Kutuzov de 3ª classe foi o major Nikolai Gubin, conforme decreto do Presidium do Soviete Supremo da URSS de 7 de agosto de 1943. Já a medalha nº 1 dessa condecoração foi concedida ao coronel Mikhail Parfyonov, chefe do estado-maior da artilharia de um dos exércitos que operavam na frente de Kursk, segundo o decreto de 21 de setembro de 1943. Outro oficial agraciado com a Ordem de Kutuzov de 3ª classe foi o major Ivan Opalyov. Pelo decreto nº 132/H de 24 de setembro de 1944, o coronel da Guarda Ivan Chasha também recebeu essa condecoração.
A Ordem de Kutuzov de 3ª classe era frequentemente concedida a comandantes de batalhão, embora houvesse outras condecorações mais comuns para essa patente, como as Ordens de Alexandre Nevsky e de Bogdan Khmelnitsky de 3ª classe. No formulário de premiação de 29 de setembro de 1943, entre 10 oficiais condecorados com a Ordem de Kutuzov de 3ª classe, seis eram comandantes de batalhão (incluindo um comandante de divisão de artilharia), entre eles o futuro general do exército Ivan Tretyak. Apenas três eram comandantes de regimento, e um era chefe do estado-maior de um regimento.
Embora, de acordo com seu estatuto, a Ordem de Kutuzov devesse ser concedida apenas a comandantes militares por grandes sucessos em operações de combate, houve inúmeros casos em que foi entregue a indivíduos que contribuíram para o fortalecimento da defesa do Exército Vermelho.
Alguns trabalhadores dos Comissariados do Transporte Ferroviário, da Indústria de Aviação, de Tanques e de Artilharia Reativa, bem como funcionários de administrações regionais, foram agraciados com a Ordem de Kutuzov de 1ª classe. Entre os premiados estavam o diretor do Complexo Metalúrgico de Kuznetsk, Roman Belan, o projetista-chefe de uma fábrica de tanques, Alexander Yermolaev, e o chefe da Ferrovia Transcaucasiana, Grigory Kiknadze.
Nos estágios finais da guerra, uma grande quantidade de altos funcionários do Comissariado de Munições foi condecorada com essa ordem. O Comissário Boris Vannikov recebeu a Ordem de Kutuzov de 1ª classe (além da Ordem de Suvorov de 1ª classe). Seu vice, Pyotr Goremikin, foi agraciado com as Ordens de Kutuzov de 1ª e 2ª classe. Outros funcionários do Comissariado, como Kiriil Gamov, Georgy Ivanovsky, Nikolai Martynov, Pavel Pigolkin, Grigory Sinegubov e Vasily Makhnev, receberam a Ordem de Kutuzov de 2ª classe.
O renomado projetista de armamentos Sergei Simonov (criador do fuzil antitanque PTRS e do fuzil SKS) também foi agraciado com a Ordem de Kutuzov de 2ª classe, entre muitas outras condecorações. O famoso engenheiro aeronáutico Alexander Nudelman, duas vezes Herói do Trabalho Socialista, recebeu as Ordens de Kutuzov de 1ª e 2ª classe, além de outras distinções. Já Mikhail Berezin, criador da metralhadora pesada UB para aeronaves, foi condecorado com a Ordem de Kutuzov de 1ª classe (e também com a Ordem de Suvorov de 2ª classe).
Mais de 20 agentes do NKVD e da contraespionagem foram agraciados com a Ordem de Kutuzov de 1ª classe. Entre eles estavam Viktor Abakumov, chefe da Direção Geral de Contraespionagem "SMERSH"; Alexander Vadis, chefe da contraespionagem da 1ª Frente Bielorrussa; e o vice-comissário do Interior da URSS, major-general Leon Safrazian.
Além disso, líderes do movimento partidário também foram condecorados com essa ordem. Entre os agraciados estavam Vasily Merkoul, Anatoly Prokhorov e Dmitry Tyabut.
Mais de 100 oficiais de exércitos estrangeiros foram condecorados com a Ordem de Kutuzov em diferentes graus. Somente a 1ª classe da ordem foi concedida a cerca de 20 comandantes de exércitos aliados. Entre eles estavam o general do Exército Omar Bradley (EUA), o almirante Henry Hewitt (EUA), o general Harry Crerar (Canadá), o chefe da Aeronáutica Trafford Leigh-Mallory (Reino Unido), o tenente-general Peko Dapčević (Iugoslávia), o major-general Vladimir Stoychev (Bulgária) e o brigadeiro-general Karel Boček (Tchecoslováquia).
Por sua contribuição ao Exército Vermelho na derrota das forças militaristas japonesas no verão de 1945 e pelo seu comando eficaz das operações do Exército Popular da Mongólia, o vice-comandante e chefe do departamento político das forças armadas mongóis, Yumjaagiin Tsedenbal, foi agraciado com a Ordem de Kutuzov de 1ª classe. O comandante das forças armadas, o marechal Khorloogiin Choibalsan, recebeu a Ordem de Suvorov de 1ª classe.
Pela sua atuação excepcional, que contribuiu para o sucesso das forças anglo-americanas no Norte da África e na Itália, e pela coragem demonstrada em combate, o tenente-general dos EUA Ira Eaker recebeu a Ordem de Kutuzov de 2ª classe. O mesmo decreto concedeu a Ordem de Kutuzov de 3ª classe a mais dois militares americanos: o coronel Frederick W. Castle e o tenente-coronel William O. Darby. Além disso, o comodoro britânico Robert Evelyn Melhuish também foi agraciado com a Ordem de Kutuzov de 3ª classe.
Entre as quatro unidades militares que receberam a Ordem de Kutuzov de 1ª classe, destaca-se a 1.ª Divisão de Infantaria Motorizada da Guarda Proletária de Moscou-Minsk, que já possuía diversas condecorações, incluindo a Ordem de Lenin, a Ordem do Estandarte Vermelho e a Ordem de Suvorov. Essa divisão era uma das mais condecoradas do Exército Vermelho. Além disso, as divisões de cavalaria cossacas de Kuban-Baranovichi e Kuban-Slutsk também foram agraciadas com essa honraria.
A concessão de uma ordem militar a uma empresa industrial foi um caso excepcional. No entanto, em 1945, a Fábrica de Tratores de Chelyabinsk, que levava o nome de Lenin, e o Complexo Metalúrgico de Kuznetsk (detentor de quatro ordens) foram agraciados com a Ordem de Kutuzov de 1ª classe. Essa homenagem reconheceu a grande contribuição dos fabricantes de tanques e metalúrgicos para a derrota da Alemanha nazista.
Segundo dados do Arquivo Central do Ministério da Defesa da Rússia, até o final de 2014, 311 ordens de Kutuzov ainda não haviam sido entregues aos destinatários. Além disso, não houve nenhum militar condecorado com todas as três classes da ordem, ou seja, nenhum "cavaleiro completo" da Ordem de Kutuzov.
As regras para o uso da ordem, a cor da fita e sua disposição na barra de condecorações foram estabelecidas pelo Decreto do Presidium do Soviete Supremo da URSS de 19 de junho de 1943, intitulado "Sobre a aprovação dos modelos e descrição das fitas para ordens e medalhas da URSS e das regras para o uso de ordens, medalhas, fitas de ordens e distintivos de mérito".

## Estatuto
A Ordem de Kutuzov é concedida aos comandantes do Exército Vermelho por um planejamento e execução bem-sucedidos de operações — em nível de frente, exército ou unidade — que resultem em uma pesada derrota para o inimigo, preservando ao mesmo tempo a capacidade de combate das forças soviéticas.
A ordem possui três classes: 1ª, 2ª e 3ª, sendo a de ª classe a mais elevada.
A concessão da Ordem de Kutuzov (exceto a de 3ª classe) era realizada exclusivamente por decreto do Presidium do Soviete Supremo da URSS.

### Critérios de concessão

#### Ordem de Kutuzov de 1ª classe
Destinada a comandantes de frentes e exércitos, seus adjuntos, chefes de estado-maior e comandantes de ramos das forças militares em nível de frente ou exército:
- Por um planejamento e execução exemplares de operações estratégicas ou de exército, resultando na derrota do inimigo.
- Por um recuo tático bem-organizado de grandes unidades, envolvendo contra-ataques maciços que inflijam severas perdas ao inimigo, garantindo a retirada das tropas soviéticas para novas posições com mínimas baixas e plena prontidão para combate.
- Por uma organização eficiente da defesa de grandes unidades contra forças inimigas superiores, desgastando as tropas adversárias, destruindo seus equipamentos e mantendo as forças soviéticas preparadas para uma ofensiva decisiva.

#### Ordem de Kutuzov de 2ª classe
Destinada a comandantes de corpos, divisões e brigadas, seus adjuntos e chefes de estado-maior:
- Por resistência excepcional contra ataques inimigos superiores, mantendo posições estratégicas com uso eficaz do fogo defensivo, do terreno e de contra-ataques coordenados com tanques e aviação, culminando em uma contraofensiva bem-sucedida.
- Pela criação e gestão de superioridade de forças em setores decisivos do campo de batalha, assegurando a destruição das tropas inimigas por meio de um planejamento e coordenação eficazes.
- Por conduzir combates bem-sucedidos mesmo quando cercados por forças inimigas superiores, organizando um rompimento que preserve a integridade e prontidão combativa das unidades.
- Pela liderança de operações que asseguraram a derrota de forças blindadas ou aéreas numericamente superiores do inimigo, obrigando-o a recuar.

#### Ordem de Kutuzov de 3ª classe
Destinada a comandantes de regimentos, seus adjuntos e chefes de estado-maior:
- Por iniciativa e liderança em combates decisivos, resultando em uma derrota significativa do inimigo por meio de ataques surpresa ousados.
- Pela captura de posições estratégicas inimigas com baixas mínimas, consolidando as posições conquistadas e repelindo contra-ataques inimigos.
- Pela organização eficiente da perseguição a um inimigo em retirada, aniquilando suas tropas e equipamentos, bem como pela rápida eliminação de unidades inimigas cercadas.
- Pela condução de operações de assalto que interromperam as linhas de comunicação inimigas e destruíram suas guarnições e bases logísticas na retaguarda.
- Pelo planejamento tático detalhado de batalhas, garantindo uma coordenação precisa entre diferentes unidades e um desfecho vitorioso.

### Uso da Ordem
A Ordem de Kutuzov é usada no lado direito do peito:
- A de 1ª classe é posicionada após a Ordem de Ushakov de 1ª classe.
- A de 2ª classe é posicionada após a Ordem de Ushakov de 2ª classe.
- A de 3ª classe é posicionada após a Ordem de Suvorov de 3ª classe.

## Descrição

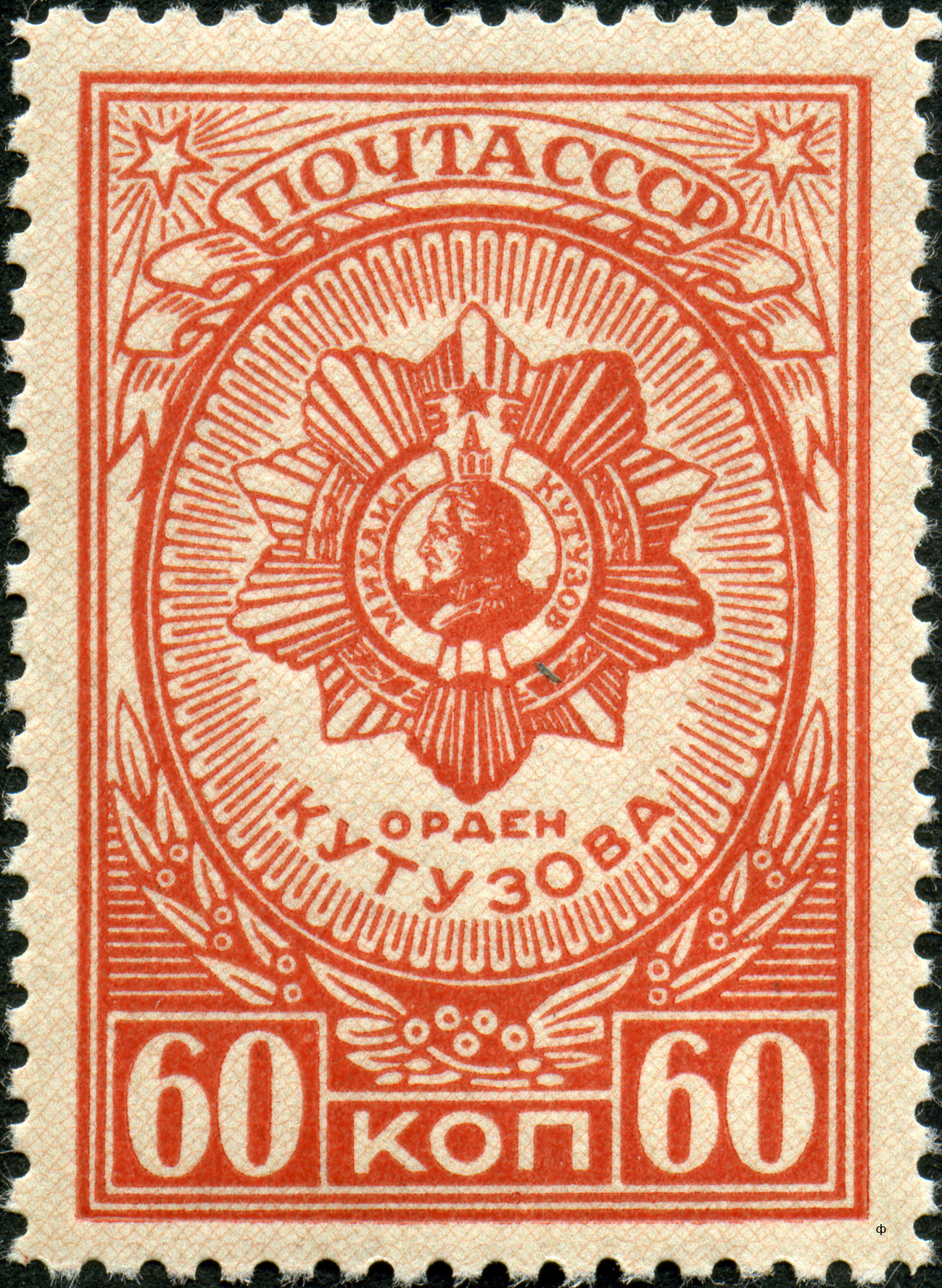
Selo da URSS de 1944

A Ordem de Kutuzov de 1ª classe é feita de ouro e possui o formato de uma estrela de cinco pontas em relevo, com sua superfície trabalhada em raios divergentes. No centro da estrela há um círculo esmaltado em branco, contornado por uma coroa de louros e carvalho dourada, entrelaçada na parte inferior por uma fita esmaltada em vermelho.
No centro do círculo, há uma imagem dourada em relevo do marechal Mikhail Kutuzov, tendo ao fundo uma torre do Kremlin prateada, encimada por uma estrela de cinco pontas esmaltada em vermelho-rubi. Ao redor da imagem de Kutuzov, sobre uma faixa esmaltada em branco, está a inscrição dourada "MIKHAIL KUTUZOV" (em russo: «МИХАИЛ КУТУЗОВ»). Os contornos da faixa e a inscrição são dourados.
Os espaços entre as pontas da estrela de ouro são preenchidos por cinco feixes de raios prateados, que se estendem a partir da faixa esmaltada em branco. Esses raios são feitos de prata.
O conteúdo de ouro na Ordem de Kutuzov de I classe é de 19,976±0,76 g, enquanto o de prata é de 18,952±0,734 g, totalizando um peso de 42,0±1,8 g.
As ordens de 2ª e 3ª classes são inteiramente feitas de prata. A insígnia da Ordem de Kutuzov de 2ª classe é prateada e não possui a coroa ao redor do círculo central. A imagem de Kutuzov, a inscrição "МИХАИЛ КУТУЗОВ" e a estrela de cinco pontas na parte inferior são prateadas e oxidadas.
A Ordem de Kutuzov de 2ª classe é feita de prata e possui um conteúdo de prata de 36,161±1,391 g, com um peso total de 37,3±1,7 g.
A insígnia da Ordem de Kutuzov de 3ª classe não possui esmalte no círculo central nem na estrela que coroa a torre do Kremlin. A imagem de Kutuzov, a faixa ao redor do círculo e a inscrição na faixa são oxidadas.
A Ordem de Kutuzov de 3ª classe contém 24,189±1,369 g de prata, com peso total de 26,2±1,5 g.
O tamanho da Ordem de 1ª e 2ª classe, entre a ponta da estrela e a ponta oposta dos raios, é de 50 mm. O tamanho da Ordem de 3ª classe é de 44 mm.
Na parte traseira da insígnia, há um pino roscado com uma porca para fixar a ordem à roupa.
A fita da ordem é de seda com efeito moiré de cor azul escura, com listras longitudinais de cor laranja:
- Para a 1ª classe, com uma faixa no centro da fita, de 5 mm de largura;
- Para a 2ª classe, com duas faixas nas bordas da fita, de 3 mm de largura cada;
- Para a 3ª classe, com três faixas — uma no centro e duas nas bordas, de 2 mm de largura cada.

A largura total da fita é 24 mm.
De julho de 1942 a junho de 1943, o símbolo da ordem era preso a uma plaquinha retangular coberta por fita vermelha moiré, e o pino roscado com porca para fixação na roupa ficava na parte de trás dessa plaquinha.
| 1ª classe | 2ª classe | 3ª classe |
| --------- | --------- | --------- |
|           |           |           |

## Ordem na Federação da Rússia
A Ordem foi mantida no sistema de recompensas da Federação da Rússia pela Resolução do Soviete Supremo da Federação da Rússia de 20 de março de 1992, nº 2557-I, mas como uma condecoração da Federação da Rússia, não possuía um estatuto e descrição oficial até 2010.
Pelo Decreto do Presidente da Federação da Rússia de 7 de setembro de 2010, nº 1099, "Sobre medidas para aprimorar o sistema de condecorações do Estado da Federação da Rússia", foi estabelecido o estatuto e a descrição da ordem.